# Umeå Vråljazz Giganter
Umeå Vråljazz Giganter è una compilation di gruppi hardcore punk della scena di Umeå. Pubblicata nel 2009 dalla Ny Våg.

## Tracce
1. The Most - Du är punk
2. Invasionen - Tidsfördriv
3. Invasionen - En gång till
4. U.X. Vileheads - Stäng av
5. The Bombettes - Ålidhem
6. The Bombettes - Amsterdam
7. Kommunen - Maktlös
8. Regulations - Du är inte min stadsminister
9. Regulations - Spräckta snutskallar
10. Dom Döda - Moderater
11. Masshysteri - Stad som sover
12. Masshysteri - Paranoid
13. Knugen Faller - Nervös reaktion
14. AC4 - Snutstad
15. AC4 - Vi kunde vart bönder
16. Brottsvåg - Här & nu
17. Tristess - Era ögon
18. Tristess - Född att va vild